# Чотириденний робочий тиждень
Чотириденний робочий тиждень або стислий робочий графік — це домовленість, коли на робочому місці чи в школі працівники або учні працюють або відвідують школу протягом чотирьох днів на тиждень, а не більш звичних п'яти. Такий режим може бути частиною гнучкого робочого часу і іноді використовується для скорочення витрат, як це видно на прикладі так званого «робочого тижня 4/10», коли працівники працюють звичайні 40 годин протягом чотирьох днів, тобто «чотири-десятий» тиждень. Однак чотириденний тиждень також може бути фіксованим графіком роботи.
Більш обережні спроби запровадити 32-годинний робочий тиждень (чотириденний тиждень і восьмигодинний робочий день разом узяті) не вдавалося втілити протягом наступних 80 років, незважаючи на те, що лишалася підтримка цієї ідеї.

## Передумови
П'ятиденний робочий тиждень є культурною нормою, результатом активності профспілок на початку 1900-х років щодо скорочення шестиденного робочого тижня. 

## Обґрунтування
Прагнення впровадити чотириденний робочий тиждень лишалося досить актуальним через різноманітні потенційні переваги, які він може принести. Хоча в основному це не перевірено, ці переваги в основному полягають у скороченні витрат, підвищенні продуктивності та покращенні балансу між роботою та особистим життям. Задум такий, що якщо співробітники або студенти працюватимуть або відвідуватимуть школу на один день на тиждень менше, вони матимуть додатковий час, щоби займатися гобі, проводити час із сім'єю, більше спати та підвищувати загальний моральний дух. Існує кілька способів орґанізації чотириденного тижня: зробити п'ятницю вихідним, половина робочого дня і різні вихідні дні для різних співробітників. Співробітники або студенти мали би бути більш продуктивними та оновленими для продовження роботи або навчання, що компенсує втрачений день, адже інакше вони були би перевтомлені. Крім того, якщо робоче місце або школа будуть працювати на один день на тиждень менше, операційні витрати та екологічні витрати зменшаться як для бізнесу, так і для суспільства. 

## Кампанія
Прихильники чотириденного робочого тижня — це здебільшого трудові активісти й екологи, які стверджують, що скорочений робочий тиждень допоможе працівникам і зменшить викиди. Опоненти вважають, що скорочений робочий тиждень призведе до зменшення обсягів роботи й поставить фірми в невигідні умови через недоступність для клієнтів.
Рух за чотириденний робочий тиждень дещо розвинувся у 1970-х роках, але зрештою згас.
Збільшення частки віддаленої роботи під час пандемії COVID-19 призвело до посилення запиту гнучкої роботи.
Під час пандемії COVID-19 декілька країн запропонували та запустили випробування чотириденного робочого тижня. Іспанія оголосила про добровільне, загальнонаціональне трирічне випробування 32-годинного робочого тижня. Прем'єр-міністри Нової Зеландії (Джасінда Ардерн), Фінляндії (Санна Марін) і щорічні рекомендації щодо економічної політики Японії пропонували чотириденний робочий тиждень.
2022 року Бельгія створила проєкт пакету реформ, схвалений федеральним урядом країни, в якому дозволила працівникам формувати запит на чотириденний робочий тиждень.

## Основні результати експериментів
- Perpetual Guardian, новозеландська компанія з планування щодо нерухомості, у 2018 році ввела чотириденний робочий тиждень після успішного експерименту, під час якого продуктивність зросла на 20 %, також зросла задоволеність персоналу, а рівень стресу зменшився. Цей експеримент привернув увагу всього світу.[5]
- Спроба ввести три дні вихідних у Microsoft Japan у 2019 році дозволила підвищити продуктивність на 40 %, а також підвищити ефективність роботи решти компанії, наприклад, економію електроенергії на 23 %.[5]
- Два експерименти в Ісландії в період з 2015 по 2019 рік, під час яких робочий час було скорочено до 35 годин на тиждень без зменшення оплати праці для 2500 працівників, призвели до «різко покращеного» добробуту. Продуктивність і якість обслуговування не знизилися, а також покращився баланс між роботою та особистим життям, а відчуття стресу зменшилось. Дослідження проводили британський аналітичний центр Autonomy та ісландська асоціація сталої демократії.[10] Незважаючи на те, що експеримент був оформлений як «чотириденний тиждень», розглядався саме скорочений робочий час, не обов'язково стиснутий до чотирьох днів. Переважна більшість працедавців зменшила робочий день на три години й більше на тиждень, а не на вісім. Угоди про скорочення робочого часу після експерименту призвели до його скорочення на годину або менше.[11]

### Уряд штату Юта
У 2008 році всі співробітники уряду штату Юта почали працювати по десять годин з понеділка по четвер. Закриваючи урядові установи штату по п'ятницях, держава очікувала заощадити на експлуатаційних витратах на кшталт електроенергії, тепла, кондиціонування повітря та бензину для державних транспортних засобів. Однак штат Юта припинив цю практику в 2011 році, коли законодавчі збори штату Юта подолали вето губернатора Гері Герберта на узаконення п'ятиденного робочого тижня.
Багато органів місцевого самоврядування вже багато років мають альтернативні графіки.

### Державні школи K-12 у Сполучених Штатах
Державні школи на Гаваях закривалися 17 п'ятниць у 2010 році Понад 100 шкільних округів у сільській місцевості Сполучених Штатів змінили навчальний тиждень на чотириденний тиждень;  більшість також подовжували кожен навчальний день на годину або більше. Зміни часто вносилися, щоб заощадити на транспорті, опаленні та заміні вчителів.

### Вища освіта у США
У січні 2022 року коледж Д'Ювілля оголосив про перехід на 4-денний 32-годинний робочий тиждень для всього персоналу та адміністрації без будь-яких змін у заробітній платі чи пільгах співробітників. Раніше працівники працювали 37,5 годин на тиждень. Ця ініціатива була продовженням пілотної програми 2020 року, яка отримала позитивні відгуки від співробітників. Програма описана як пробна версія на 6 місяців.

### Державна служба Ґамбії
У Ґамбії з 1 лютого 2013 року президент Яхья Джамме запровадив чотириденний робочий тиждень для державних службовців. Робочий час був обмежений з понеділка по четвер з 08:00 до 18:00, а п'ятниця була визначена днем відпочинку, щоб мешканці мали більше часу для молитви та сільського господарства. Це положення було скасовано на початку 2017 року його наступником, президентом Адамою Барроу, який встановив половину робочого дня по п'ятницях.

### Експеримент Perpetual Guardian у Новій Зеландії
У Новій Зеландії трастова компанія Perpetual Guardian оголосила в лютому 2018 року, що, починаючи з березня 2018, розпочне пробну версію чотириденного робочого тижня. Шеститижневий експеримент, ініційований засновником Ендрю Барнсом, спостерігав за понад 240 співробітників компанії, які щотижня мали додатковий вихідний, але при цьому отримували повну зарплату. Експеримент привернув увагу міжнародних ЗМІ. Наприкінці березня 2018 року Барнс зазначив, що експеримент пройшов добре, оскільки персонал повідомляв про більше часу для сім'ї, гобі, заповнення списків справ і обслуговування будинку.
Експеримент, що його відстежували та оцінювали Школа бізнесу Оклендського університету та Оклендський технологічний університет, був описаний як успішний і як «повний win-win». Потім Perpetual Guardian назавжди продовжив чотириденний робочий тиждень. У ході експерименту підвищилася продуктивність, рівень залучення клієнтів та залучення персоналу; знизився рівень стресу персоналу; покращився баланс між роботою та особистим життям. Дохід компанії залишився стабільним, а витрати знизилися через зменшення використання електроенергії протягом усього періоду.
Експеримент викликав резонанс як у Новій Зеландії, так і на міжнародному рівні.
Барнс підтримав цю ініціативу як один зі способів подолання ґендерного розриву в оплаті праці та збільшення різноманітності робочої сили. Барнс також вважав цю схему потенційним прикладом робочого місця майбутнього, що забезпечив би привабливість компаній для міленіалів і полегшив транспортні затори в Окленді.
Попри те, що більшість вважала чотириденні робочі тижні успішними, не всі, хто брав участь у випробуванні Perpetual Guardian, змогли адаптуватися, а деякі повідомляли, що відчувають підвищений тиск через необхідність завершити роботу в коротші терміни, особливо в дедлайни.
Прем'єр-міністр Нової Зеландії Джасінда Ардерн запропонувала чотириденний робочий тиждень як засіб підтримки балансу між роботою та особистим життям і туризмом після пандемії COVID-19.

### Велика Британія, 2018—2019 роки
У Сполученому Королівстві наприкінці 2018 та на початку 2019 року спостерігався підвищений інтерес до орґанізацій, які переходили на чотириденний робочий тиждень, серед них були кол-центр Simply Business, ресторан Aizle в Единбурзі та фірма з підвищення продуктивності Think Productive. Повідомлялося, що на початку 2019 року дослідницький фонд Wellcome Trust розглядає можливість переведення всіх своїх співробітників на чотириденний тиждень, але в кінцевому підсумку вони вирішили відмовитися від цього після тримісячного випробування. Проте Лейбористська партія Великої Британії прийняла чотириденний тиждень як офіційну політику партії та пообіцяла перевести країну на нього (без втрати зарплати) до 2029 року, якщо вони переможуть на загальних виборах у грудні 2019 року.
Оскільки Лейбористська партія програла загальні вибори у Сполученому Королівстві 2019 року, багато хто хвилювався, що 4-денний робочий тиждень більше не входитиме в їхні плани, але колишній лідер Лейбористів Джеремі Корбін запевнив багатьох, що програш є лише відтермінуванням, а не голосуванням проти цієї політики.
У 2019 році компанія Portcullis Legals із Плімута також прославилася в ЗМІ після переходу на чотириденний робочий тиждень, а також підвищення оплати праці після 5-місячного експерименту та консультацій з колегами. У Portcullis Legals відзначили підвищення продуктивності та зниження рівня стресу серед персоналу, водночас із забезпеченням вищого рівню задоволеності серед своїх клієнтів.
Постачальник точних компонентів Accu з Хаддерсфілда також прославився у 2022 році, перейшовши на чотириденний робочий тиждень після невеликого експерименту в 2019 році.

### Японія
Влітку 2019 року Microsoft Японія провела пробний період із чотириденним робочим тижнем, запропонувавши працівникам оплачувану відпустку по п'ятницях. У той же час вона скоротила тривалість більшості зустрічей від години до півгодини та обмежила кількість учасників зустрічі до п'яти співробітників. За час випробування компанія повідомила про зниження витрат на електроенергію на 23 %. Продажі на одного працівника зросли на 40 відсотків у порівнянні з аналогічним періодом минулого року.
Щорічні рекомендації уряду Японії щодо економічної політики на 2021 рік пропонують компаніям дозволити своїм працівникам обрати чотириденний робочий тиждень в межах ініціативи, спрямованої на покращення балансу між роботою та особистим життям у країні.

### Теперішні експерименти
Проводяться активні дослідження в офісі Unilever у Новій Зеландії (2020—2021).
У січні 2022 компанія 4 Day Week Global запустила міжнародне дослідження, яке залучило компанії у Великій Британії, США, Ірландії, Канаді, Австралії та Новій Зеландії. Робітники компаній-учасниць працюватимуть на один день на тиждень менше без зниження оплати праці.

## Вплив
Згідно з дослідженням 2021 року, в якому досліджувалися чотириденні шкільні тижні в Орегоні, перехід на такі навчальні тижні призвів до зниження результатів тестів з читання та математики.